# Zelotes azsheganovae
Zelotes azsheganovae är en spindelart som beskrevs av Sergei L. Esyunin och Viktor E. Efimik 1992. Zelotes azsheganovae ingår i släktet Zelotes och familjen plattbuksspindlar. Inga underarter finns listade i Catalogue of Life.